# 傑拉日尼亞 (蘇梅州)
52°1′26″N 33°43′21″E / 52.02389°N 33.72250°E
傑拉日尼亞（烏克蘭語：Деражня）是位於烏克蘭東北部的村莊，由蘇梅州紹斯特卡區的亞姆皮利市鎮負責管轄。該村處於科西奇哈河源頭，距離沙特里謝2公里，海拔高度164米，2001年人口44。